# 倉若晴生
倉若 晴生（くらわか はるお、本名：倉若貞司、1912年4月27日 - 1982年11月26日）は、日本の作曲家。新潟県西頸城郡糸魚川町（現在の糸魚川市）出身。東京府立化学工業学校出身。

## 人物
江口夜詩に師事し、ポリドールレコード専属作曲家となる。昭和時代初期 - 中期に活動した。
作詞家・詩人の清水みのる、歌手の田端義夫（バタヤン）とのトリオで数々のヒット曲を世に送り出した。生涯に作曲した作品は千曲を超える。

## 主な作品
- 梅と兵隊（歌：田端義夫）
- かえり船（歌：田端義夫）
- 別れ船（歌：田端義夫）
- 島の舟唄（歌：田端義夫）
- 次男坊鴉（歌：白根一男）
- ほんとにほんとに御苦労ね（歌：山中みゆき）
- 旅のつばくろ（歌：小林千代子）
- 江の島悲歌（歌：菅原都々子）